# Frank Robinson (hokej na travi)
Frank Robinson (? — ?) je bivši irski hokejaš na travi. 
Osvojio je srebrno odličje na hokejaškom turniru na Olimpijskim igrama 1908. u Londonu igrajući za Irsku. 

## Vanjske poveznice
- Profil na Sports Reference.com[neaktivna poveznica]